# Dicrodon holmbergi
Espèce
Dicrodon holmbergi est une espèce de sauriens de la famille des Teiidae.

## Répartition
Cette espèce est endémique du Pérou.

## Étymologie
Cette espèce est nommée en l'honneur d'Allan R. Holmberg qui a collecté les spécimens types.

## Publication originale
- Schmidt, 1957 : Notes on lizards of the genus Dicrodon. Fieldiana, Zoology, vol. 39, n. 9, p. 65-71 (texte intégral).